# Chantiers Arman
Chantiers Arman (en francés: Astilleros Arman) fue una empresa de construcción naval de Burdeos, Francia, existente en los siglos XVIII y XIX que construía tanto buques mercantes como militares. La empresa es reconocida por la construcción de dos buques blindados para la Armada de los Estados Confederados durante la guerra civil estadounidense: el Sphinx y el Chéops. De 1867 a 1871, Chantiers Arman y las empresas sucesoras gestionaron el astillero St. Nazaire de la Compagnie Générale Transatlantique hasta que cerró aquel último año.
La empresa quebró en 1868 debido a una ampliación excesiva y reveses económicos. El astillero de Burdeos fue confiscado por los acreedores de la empresa y reformado en los Ateliers y Chantiers de Bacalan, mientras que el recién construido astillero y la fábrica de motores de vapor cerca de El Havre (Francia), se vendieron a Forges et Chantiers de la Méditerranée en 1872.